# Gejza Tesár
Gejza Tesár [gejza těsár] (25. února 1920 Vrútky – ???) byl slovenský fotbalista a trenér. Nastupoval jako útočník, záložník a později i jako obránce.

## Hráčská kariéra
V československé lize hrál za Jednotu / Dynamo ČSD Košice a Duklu / Tatran Prešov, aniž by skóroval.

### Prvoligová bilance
| Ročník          | Zápasy | Góly | Minuty | Klub                |
| --------------- | ------ | ---- | ------ | ------------------- |
| I. liga 1947/48 | –      | 0    | –      | Jednota Košice      |
| I. liga 1948    | –      | 0    | –      | Jednota Košice      |
| I. liga 1949    | –      | 0    | –      | Dynamo ČSD Košice   |
| I. liga 1950    | –      | 0    | –      | Dynamo ČSD Košice   |
| I. liga 1950    | –      | 0    | –      | Sparta Dukla Prešov |
| I. liga 1951    | –      | 0    | –      | ČSSZ Dukla Prešov   |
| I. liga 1952    | –      | 0    | –      | ČSSZ Dukla Prešov   |
| I. liga 1954    | 15     | 0    | –      | Tatran Prešov       |
| CELKEM I. LIGA  | –      | 0    | –      |                     |

## Trenérská kariéra
Po skončení hráčské kariéry se stal trenérem, v prvoligovém ročníku 1955 vedl prešovský Tatran.